# Christusbasilika (Ubaté)

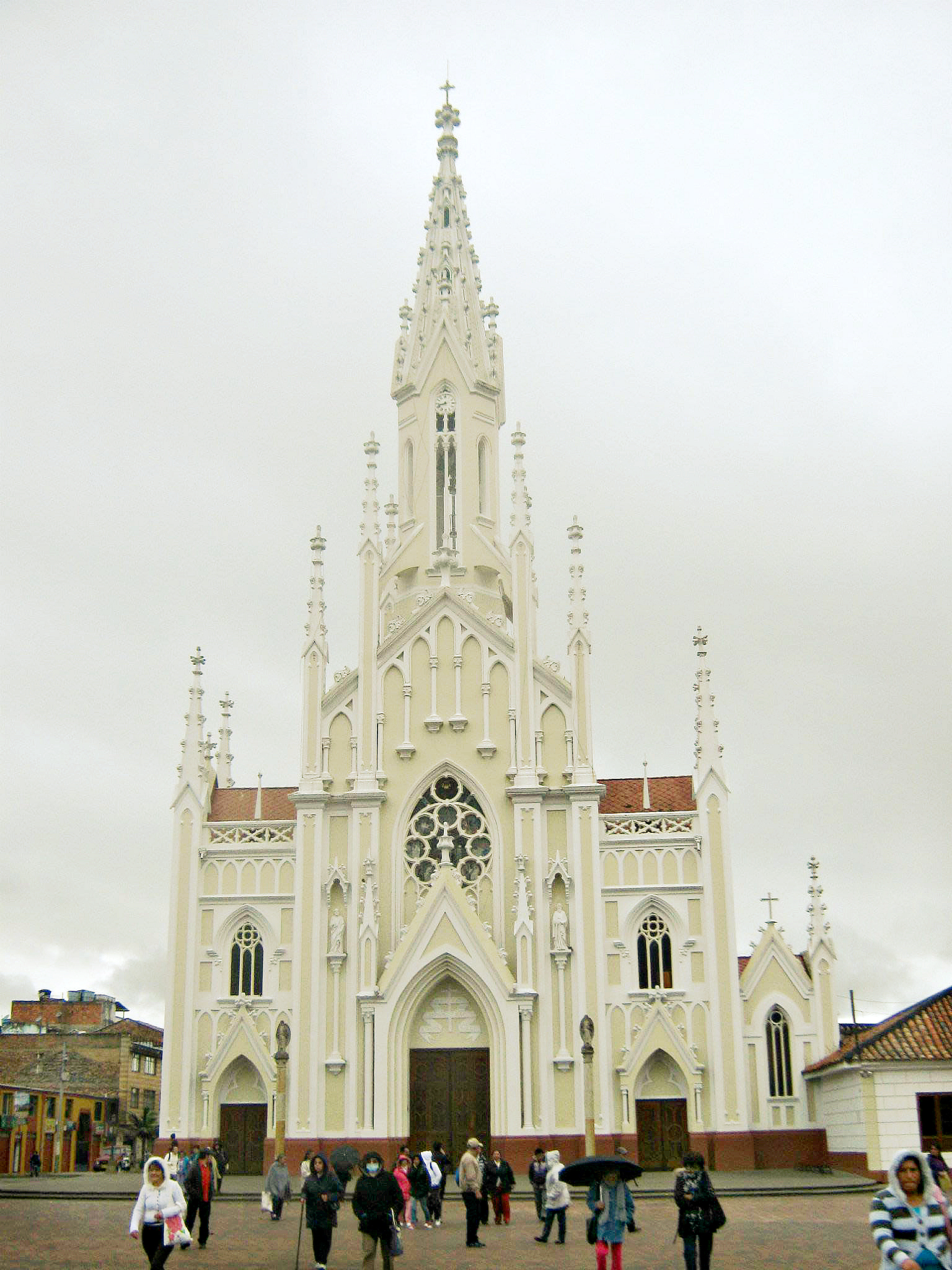
Christusbasilika

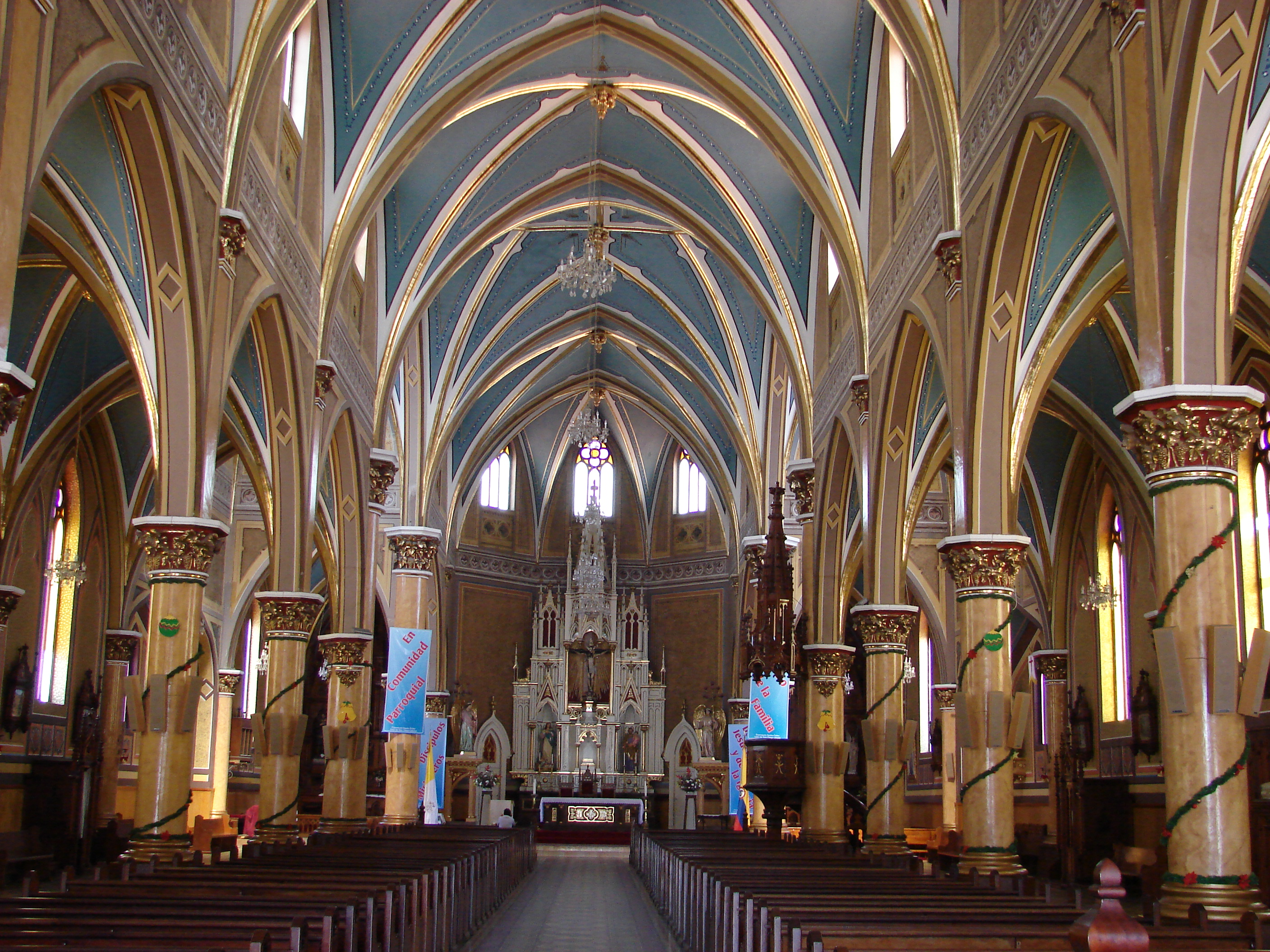
Innenraum

Die Christusbasilika (spanisch Basílica de Santo Cristo de Ubaté) ist eine römisch-katholische Kirche in Ubaté im kolumbianischen Departamento de Cundinamarca. Die Pfarrkirche des Bistums Zipaquirá trägt den Titel einer Basilica minor.  Die neugotische Kirche wurde in der ersten Hälfte des 20. Jahrhunderts erbaut.

## Geschichte
Der Grundstein der Basilika wurde 1927 gelegt und die Kirche nach 11 Jahren Bauzeit fertiggestellt. Die Pläne des ursprünglich beauftragten Architekten Luis Maria Ferresa wurden später vom französischen Architekten Antonio Staufe modifiziert. Dieser vereinfachte den Bauplan und änderte die Ausführung in Anlehnung an den flamboyant-gotischen Stil mit barocken Details. Die Ausführung erfolgte durch den Baumeister Luis Antonio Espinel Baraceta aus Ubate.
Die Kirchweihe erfolgte am 26. Oktober 1941 von Msgr. Carlos Serna mit den Patrozinien Salvator, Christus und St. Diego. Bereits damals wurde der Titel einer Basilica minor angestrebt.

## Architektur
Die dreischiffige Basilika besitzt einen rechteckigen Grundriss, auf dem Haupt- und Querschiff durch ihre Erhöhung zu den schmaleren Seitenschiffen den Eindruck einer Kreuzkirche vermitteln. Die Vierung ist durch einen Dachreiter gekrönt. Obwohl die Basilika in Anlehnung an die Gotik entworfen wurde, fehlen das Triforium und die Emporen. Der Stil der Kirche ist durch die gotischen Bögen mit blauen Kreuzgewölben, durch die monumentalen Glasfenster, wie das Rosettenfenster über dem Eingang, und den flamboyanten Kirchturm gekennzeichnet. Der Innenraum ist gestaltet mit Marmorböden, farbigen Fliesen und runden Säulen mit dorischen Kapitellen.
Auf der linken Seite der Kirche befinden sich das Pfarrhaus und das Pastoralgebäude, mit einer Tafel, die besagt, dass unter der Haupttür des Tempels zwei Glasröhren mit dem Akt der Erneuerung des Bildes des Heiligen Christus, das sich in der Basilika befindet, vergraben sind.

## Ausstattung

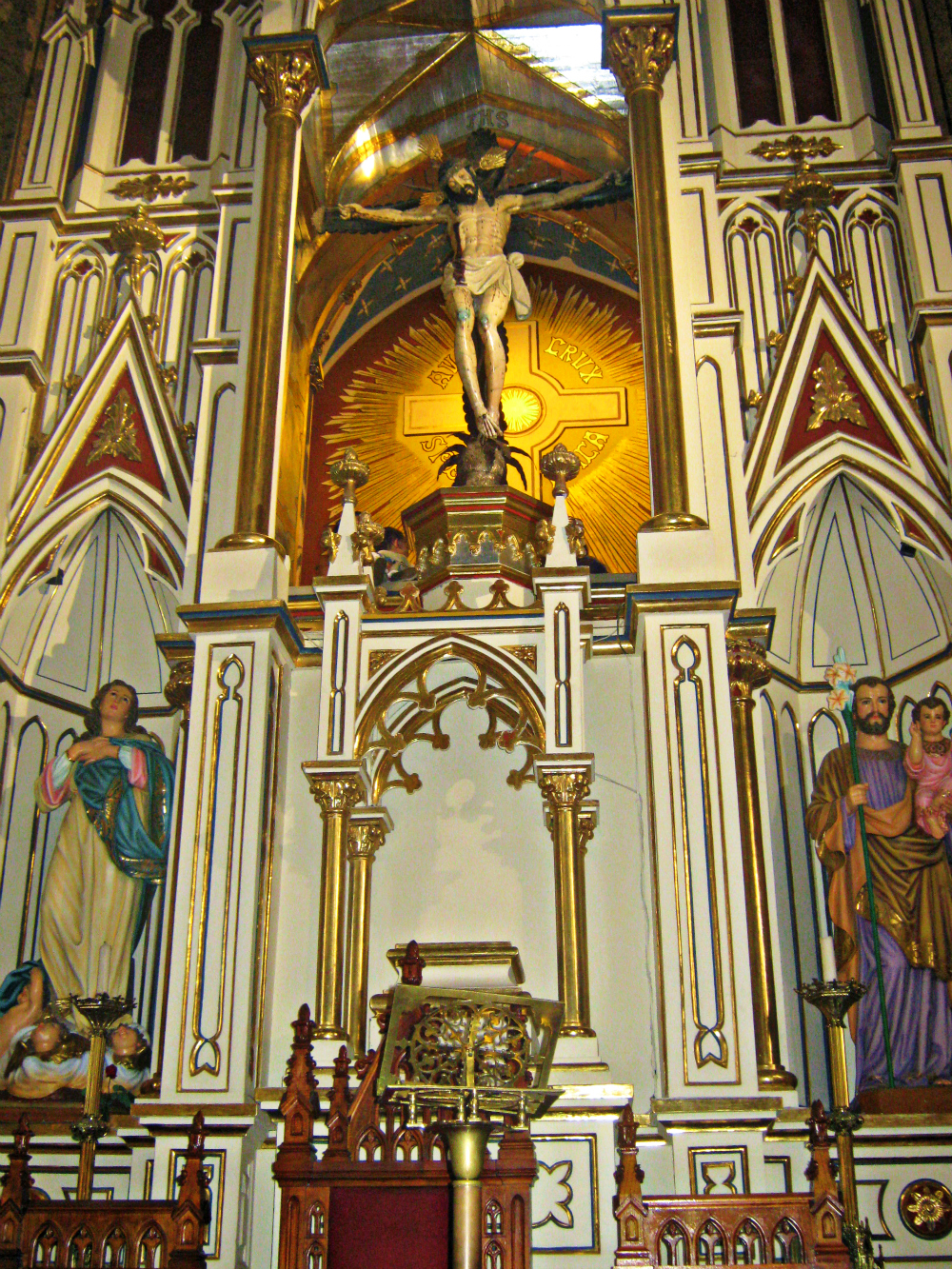
Hochaltar

Die Kirchenausstattung wurde neobarock entworfen. Die meisten Skulpturen, Bilder, Altaraufsätze und Möbel sind Spenden von Menschen, die dankbar für die Wunder sind, die Gott durch das Bild des Heiligen Christus zugeschrieben werden. Unter diesen Werken stechen die beiden seitlichen Altarbilder, das Taufbecken und das Bild der Taufe Jesu hervor, die sich in der Taufkapelle befinden, in der sich auch ein Fresko der Meister Uriel und Fernándo Rodríguez befindet.
Der Hochaltar zeigt neben Christus links die Unbefleckte Empfängnis und rechts den hl. Josef. Dahinter befindet sich das  Camarín del Santo Cristo mit seitlichen Zugangstüren, die auch zur Sakristei führen. Die holzgeschnitzte Kanzel der Basilika befindet sich auf der rechten Seite des Mittelschiffs.